# تپه دینه کفشگرکلای ارطه
تپه دینه کفشگرکلای ارطه مربوط به هزاره اول قبل از میلاد است و در شهرستان قائم شهر، روستای کفشگرکلای ارطه واقع شده و این اثر در تاریخ ۱ مهر ۱۳۸۲ با شمارهٔ ثبت ۱۰۲۷۳ به‌عنوان یکی از آثار ملی ایران به ثبت رسیده است.